# Leszek Szarzyński
Leszek Szarzyński (ur. 1951) – profesor UWM w Olsztynie, filharmonik, kameralista, flecista związany z Olsztynem.
W 1977 ukończył studia w Akademii Muzycznej w Krakowie, w klasie fletu prof. Barbary Świątek-Żelaznej. W latach 1976–1979 był pierwszym flecistą Filharmonii w Olsztynie, a w sezonie 1979-1980 Filharmonii w Szczecinie.
W latach 1981–1984 pracował w Egipcie jako pierwszy flecista Cairo Symphony Orchestra oraz jako wykładowca Konserwatorium Kairskiego. W Kairze założył zespół Pro Musica, którego członkami byli muzycy z różnych krajów. Zespół ten stał się pierwowzorem założonego w Olsztynie w 1985 zespołu kameralnego o tej samej nazwie. W latach 1985–1992 prof. Leszek Szarzyński z zespołem Pro Musica dokonał wielu nagrań radiowych i telewizyjnych, występował w kraju i za granicą.
W latach 1985–1997 ponownie zatrudniony był w Filharmonii Olsztyńskiej jako pierwszy flecista. W latach 1997–1999 pełnił funkcje dyrektora artystycznego Filharmonii Olsztyńskiej, natomiast w sezonie 1999-2000 – dyrektora naczelnego.
Leszek Szarzyński w roku 1992 założył zespół kameralny Pro Musica Antiqua, którego jest menadżerem i kierownikiem artystycznym.
Zespół Pro Musica Antiqua w roku 2006 został wyróżniony nagrodą Ministra Kultury m.in. „za zaangażowanie w życie kulturalne i promocję regionu warmińsko-mazurskiego”. W tym samym roku prof. L. Szarzyński został nagrodzony przez prezydenta miasta Olsztyna za promocję grodu nad Łyną.
Od 1993 roku pełnił funkcję dyrektora artystycznego Letnich Koncertów, a od roku 1995 także Giżyckich Koncertów Organowych i Kameralnych. Od 1996 r. jest współorganizatorem cyklicznych spotkań „Cavata na olsztyńskim zamku”.
W latach 2000–2002 pełnił w Ełku funkcje dyrektora generalnego Akademii Fletowej, a od roku 2001 piastował stanowisko dyrektora artystycznego Mazurskiego Festiwalu Sztuk, Kultur i Narodów oraz pełnomocnika miasta ds. kultury i edukacji. W latach 2003–2004 był doradcą do spraw kultury wojewody warmińsko-mazurskiego.
Od roku 1999 jest zatrudniony w UWM w Olsztynie na stanowisku profesora w Katedrze Muzyki. W roku akademickim 2004-2005 zorganizował cykl spotkań w Ornecie pod hasłem „Z uniwersytetem na Ty”, współpracując ze wszystkimi wydziałami uniwersytetu.
Jako solista i kameralista koncertował w kilkunastu krajach (Egipt, Hiszpania, Włochy, Niemcy, Austria, Francja, Rosja, Bułgaria, Rumunia, Węgry, Litwa, Szwecja). Współpracował z wieloma filharmoniami w kraju. Dokonał wielu nagrań utrwalonych na płytach CD. Jego dokonania muzyczne zostały uhonorowane między innymi nagrodą „Atut 94" i „Złotą Płytą” przyznaną przez firmę fonograficzną DUX. W ramach projektu „Muzyka europejska w zabytkach Warmii i Mazur” w latach 1995–2004 nagrał z zespołem Pro Musica Antiqua cztery płyty CD z sonatami barokowymi kompozytorów niemieckich, włoskich, francuskich i angielskich oraz z muzyką polską dawną i współczesną. W ramach projektu „Muzyka europejska w przyrodzie Warmii i Mazur” w 2005 roku ukazała się płyta CD z muzyką nawiązującą do tematów przyrodniczych, zarówno z muzyką dawną, jak i współczesną. W dorobku artystycznym prof. L. Szarzyński posiada płytę solową z polską muzyką współczesną, nagraną wspólnie z Warsaw Chamber Orchestra w 2001 r. w Filharmonii Narodowej w Warszawie.
Leszek Szarzyński gra na flecie Pearl Handmade Flute, 14 K Gold Body, model „Maesta” 9849RBE. Od roku 2002 jest przedstawicielem artystycznym tego przedsiębiorstwa